# San Patricio (Texas)
San Patricio est une ville qui se trouve dans les comtés de Nueces et de San Patricio dans l'État du Texas, aux États-Unis. La population de cette petite localité avoisine les 400 habitants en 2010.